# Neo Turf Masters
Neo Turf Masters (Big Tournament Golf in Japan) ist ein Golf-Videospiel von Nazca für die Neo Geo, welches im Jahr 1996 veröffentlicht wurde. Es ist ebenso einer der ersten Titel der Nazca Corporation, neben dem populären Metal Slug, bevor sie von SNK aufgekauft wurde.

## Versionen
Das Spiel wurde als Version für Spielhallen (MVS), als Heimversion (AES) und ebenfalls für das Heimsystem Neo Geo CD veröffentlicht. Die Neo-Geo-Version wurde später als Wiederveröffentlichung in der SNK Arcade Classics Vol. 1-Spielesammlung für die PlayStation 2, Wii und PlayStation Portable, sowie als Virtual Console veröffentlicht. Ebenfalls erschien eine Portierung für die PlayStation 4 und Nintendo Switch von Hamster als Teil ihrer Arcade-Archives-Serie.
Eine Version für den Neo Geo Pocket Color wurde im Jahr 1999 veröffentlicht. Die NGPC-Version beinhaltet cartoonartige Charaktere und weniger realistische Grafiken im Vergleich zur Neo-Geo-Version, welche zum Teil digitalisierte Sprites mit Motion Capturing verwendete.

## Gameplay
Das Spiel ist ein schnell ausgelegtes, arcade-lastiges Golfspiel. Der Spieler kann sich zwischen zwei Modi entscheiden: dem Stroke Play für einen oder zwei Spieler und dem Match Play, welches nur für zwei Spieler ist.
Es werden Turniere auf vier verschiedenen fiktiven Plätzen mit je 18 Löchern gespielt. Dazu zählt ein Kurs in den USA, ein Kurs in Deutschland sowie in Japan und Australien. Dem Spieler stehen dafür sechs unterschiedliche Spielertypen und Charaktere zur Auswahl:
| Name             | Nationalität           | Fähigkeiten  | Drive | Präzision | Technik | Ausdauer | Putt  |
| ---------------- | ---------------------- | ------------ | ----- | --------- | ------- | -------- | ----- |
| George Spinner   | Vereinigte Staaten     | Junger Held  | •••   | •••       | •••     | •••      | •••   |
| Thomas Stewart   | Vereinigtes Königreich | Techniker    | ••    | ••••      | •••••   | ••••     | •••   |
| Frank Adams      | Australien             | Veteran      | •     | ••        | ••••    | •••••    | ••    |
| Robert Landolt   | Deutschland            | Abschläger   | ••••  | •••••     | ••      | ••       | ••••  |
| Fernand Almeida  | Brasilien              | Power-Golfer | ••••• | •         | •       | •        | •     |
| Toyoshige Takeno | Japan                  | Putt-Meister | •••   | ••        | ••••    | ••       | ••••• |

Gespielt wird mit einem 2-Klick-System. Zunächst wird mit einem Klick die Stärke des Schlages bestimmt. Der zweite Klick entscheidet über die Höhe. Zusätzlich lässt sich per Button ein Hook oder Slice einstellen. Neben verschiedenen Untergründen spielt der Wind während des Spielens eine sehr große Rolle.